# Aéroport Jasper-Hinton
L'aéroport Jasper-Hilton est un aéroport situé à proximité de Hinton en Alberta, au Canada.